# 猪谷千香

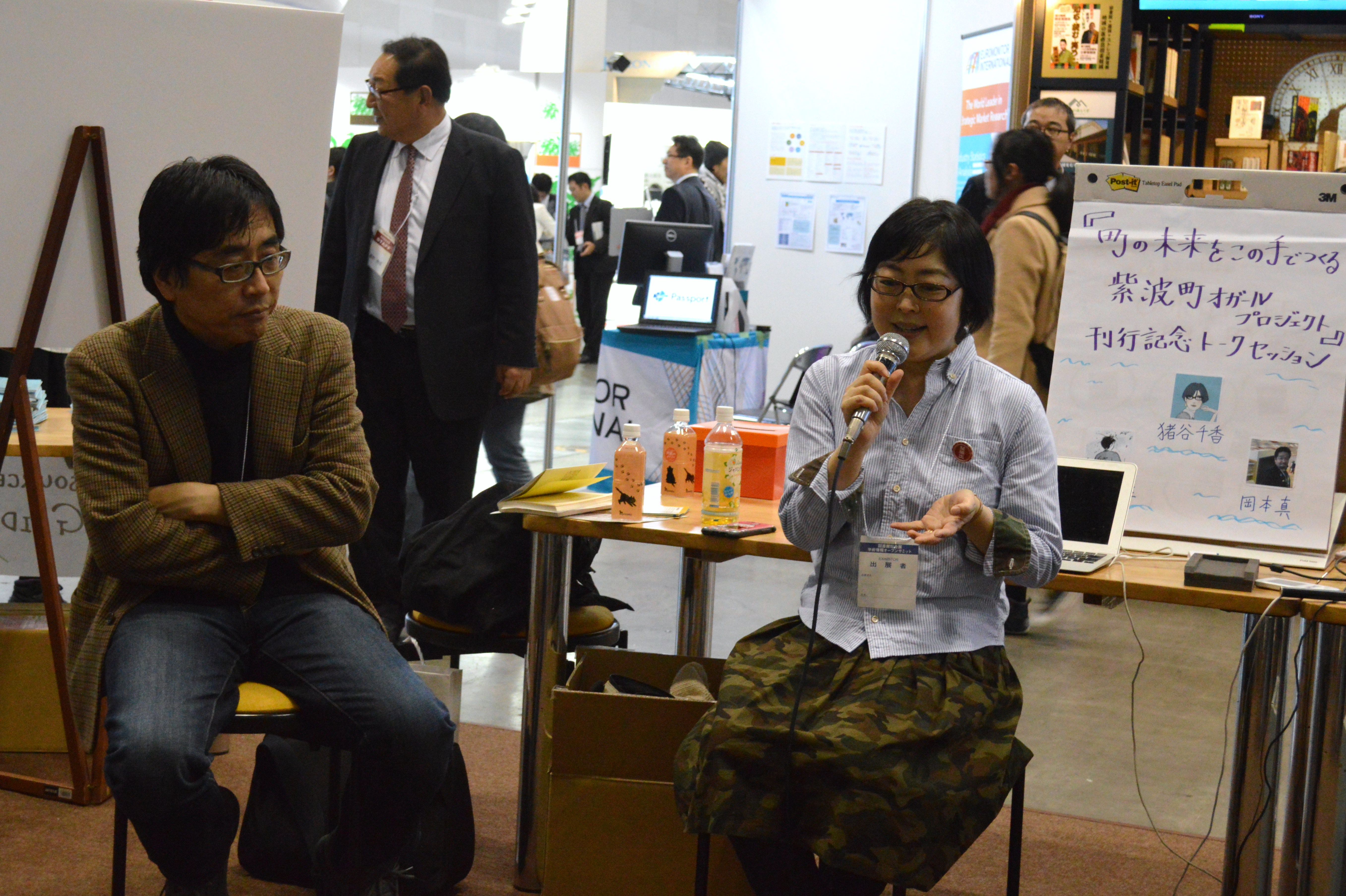
猪谷千香（右）のトークイベント

猪谷 千香（いがや ちか、1971年 - ）は、日本のジャーナリスト、作家。
父はスキー選手で実業家でもある猪谷千春（ただし実父ではなく母の再婚相手）。母方の叔母は作家の工藤美代子。母方の叔父はベースボール・マガジン社・現社長の池田哲雄。母方の祖父はベースボール・マガジン社・創設者の池田恒雄。母方の大叔父はジャーナリスト・相撲評論家の池田雅雄。母方の従叔父は英文学者・比較文学者池田雅之。

## 経歴・人物
東京都渋谷区出身。母方の祖母の実家は東京・両国の「工藤写真館」。
共立女子大学文芸学部文芸学科造形芸術コース中退、明治大学文学部史学地理学科考古学専攻卒業、明治大学大学院文学研究科考古学専修博士前期課程修了。
産経新聞にて企画室、長野記者、文化部記者などを経て、退職後はドワンゴコンテンツでニコニコ動画のニュースを担当。2013年4月からハフィントン・ポスト日本版勤務、2017年から弁護士ドットコムニュース記者。産経新聞では、Web面などを担当し、sankei expressでもコラム「勿忘草」を担当。同人誌サークル久谷女子のメンバーの一人。
趣味は現代アート・古書・埴輪・歌舞伎・着物・メダカなど。

## 発言・主張
- 選択的夫婦別姓制度導入に賛同する。

## エピソード
- 漫画家の影木栄貴は高校の同級生。

## 著書
- 『日々、きものに割烹着』（筑摩書房、2010年）
- 『ナウシカの飛行具、作ってみた 発想・制作・離陸メーヴェが飛ぶまでの10年間』（八谷和彦と共著、幻冬舎、2013年）
- 『つながる図書館 コミュニティの核をめざす試み』（ちくま新書、2014年）
- 『町の未来をこの手でつくる 紫波町オガールプロジェクト』（幻冬舎、2016年）
- 『その情報はどこから？－ネット時代の情報選別力』（ちくまプリマー新書、2019年）
- 『小さなまちの奇跡の図書館』（ちくまプリマー新書、2023年）
- 『ギャラリーストーカー　美術業界を蝕む女性差別と性被害』（中央公論新社、2023年）

## 出演
- ポリタスTV（YouTube、2023年1月10日）